# James Bond: Operazione Barbarossa
James Bond: Operazione Barbarossa è un romanzo di John Gardner del 1991.

## Trama
L'Iraq ha invaso il Kuwait ed il mondo è sull'orlo di un conflitto, dopo che gli Stati Uniti hanno mandato un duro ultimatum a Saddam Hussein. Intanto l'URSS vede allontanarsi molti dei suoi stati satelliti dopo la Caduta del muro di Berlino e la Perestrojka.

In questo contesto ricco di agitazione, un anziano è rapito nel New Jersey da un'organizzazione terroristica denominata Bilancia della Giustizia. Il gruppo dichiara di aver arrestato Josif Vorontsov, ex SS ucraino, responsabile della strage di ebrei a Baby Yar, conosciuta come Operazione Barbarossa. Chiede al governo sovietico di approntare un processo al criminale di guerra, altrimenti ucciderà un membro del governo al giorno.

M è informato da Boris Stepakov della possibilità di infiltrare due britannici nella Bilancia della Giustizia. Decide di affidarsi a James Bond e ad una collaborazione anomala con il Mossad. Il servizio segreto israeliano invia a Londra Pete Natkowitz. L'agente segreto comunica che il vecchio rapito non è Josif Vorontsov che, fino al giorno precedente era sotto il controllo israeliano, salvo essere stato rapito all'improvviso da qualcun altro.

I due agenti segreti indagano sulle attività di Stéphanie Adoré e Henri Rampart: due agenti francesi che, nella notte londinese, non autorizzati si incontrano con alcuni personaggi vicini al KGB.

Il giorno successivo James Bond e Pete Natkowitz partono per Mosca dove sono accolti da Boris Stepakov. Scoprono che i due agenti francesi hanno rapito il vero Josif Vorontsov e lo hanno consegnato ai russi che lo tengono in una dacia sul Mar Nero. Nel frattempo la Bilancia della Giustizia ha iniziato ad assassinare membri del governo sovietico.

Tramite il professor Vladimir Lyko, professore d'inglese infiltrato nel gruppo terroristico, scoprono che l'organizzazione ha deciso di realizzare un finto processo e di filmarlo. Ha richiesto al professore di recuperare degli operatori televisivi britannici. Stepakov ha deciso di infiltrare 007 e Natkowitz come operatori, insieme alla sua agente Nina Bibikova che si fingerà moglie di Bond. La ragazza conosce bene l'inglese ed è figlia di Michael Brooks ed Emerald Lacy, agenti britannici infiltrati nel KGB, morti in un incidente stradale qualche anno prima.

I tre sono così consegnati dal professore alla Bilancia della Giustizia e portati in un isolato convento vicino al confine con la Finlandia. Lyko immediatamente dopo è assassinato.

Mentre Bond è impegnato a filmare il finto processo (ed amoreggiare con Nina), Stepakov è duramente ripreso dal Presidente dell'Union Sovietica a causa dei continui assassini politici. Ma l'uomo spiega al suo interlocutore di aver infiltrato degli uomini e di sapere dove si trovano. Il Presidente autorizza un'operazione e l'affida alla squadra di incursori del gen. Gleb Berzin.

Bond scopre che due attori del processo sono Michael Brooks ed Emerald Lacy i genitori di Nina, che non erano morti come si pensava. I due dicono di essersi infiltrati nell'organizzazione terroristica e di avere un piano ma l'agente britannico ha dei dubbi. Intanto irrompe al processo un importante politico dell'Unione Sovietica: il generale Evgheny Yuskovich, comandante in capo delle forze missilistiche. L'uomo interpreta il giudice al processo.

Il convento è attaccato dagli incursori di Berzin insieme a Stepakov e ai due francesi. Ma si tratta solo di un finto attacco in quanto il generale è un uomo della Bilancia della Giustizia ed imprigiona Stepakov, Adorè, Rampart, i coniugi Brooks e Natkowitz. Nina risulta essere l'amante di Yuskovich. Un soldato sovietico invece irrompe, dichiarando di aver trovato il cadavere di Bond orribilmente sfigurato da proiettili vaganti nel finto attacco.

Terminate le riprese, il gruppo si sposta a Baku dove Yuskovich ha venduto un arsenale all'Iran. Lo scopo del generale è sfruttare la probabile guerra tra Stati Uniti ed Iraq per far sì che l'Iran colpisca con una bomba atomica Washington. Distribuendo foto di agenti occidentali durante la consegna delle armi e spiegando al mondo come ha messo fine ad un tragico capitolo della storia con il finto processo, l'uomo è convinto di far terminare la Perestrojka e prendere il potere.

Le barche con le armi partono dal porto di Baku. Sulla barca principale c'è il soldato che aveva trovato il cadavere di Bond. Ma in realtà è lui stesso 007. Libera i suoi compagni e recupera delle armi. Stepakov si tuffa in acqua e riesce a far affondare due navi cariche di esplosivi prima di essere ucciso. Anche Rampart è assassinato mentre si cala su una scialupa di salvataggio. Bond, Natkowitz ed Adorè stanno per essere colpiti sulla loro scialuppa quando arrivano gli aerei sovietici, avvisati da un messaggio di 007, che bombardano le barche.

La barca di Yuskovich esplode mentre si trova a letto con Nina.

### Personaggi principali
- James Bond;
- Pete Natkowitz, agente del Mossad;
- Stéphanie Adoré, agente del DGSE;
- Henri Rampart, ufficiale del nucleo francese antiterrorismo;
- Boris Stepakov, capo del Nucleo Antiterrorismo del KGB;
- Nina Bibikova, agente del Nucleo Antiterrorismo del KGB;
- gen.Evgheny Yuskovich, comandante in capo delle forze missilistiche dell'URSS.
- Vladimir Lyko, docente di inglese;
- gen. Gleb Berzin, direttore scuola d'addestramento di Kirovograd;
- Michael Brooks ed Emerald Lacy,: agenti britannici infiltrati nel KGB.

## Edizioni
- John Gardner, Operazione Barbarossa, traduzione di Giuseppe Settanni, Segretissimo, Arnoldo Mondadori Editore, 1992,  p. 270.